# Емі Смарт
Емі Лайсл Смарт (англ. Amy Lysle Smart; нар. 26 березня 1976) — американська кіноакторка й колишня модель. Найбільш відома ролями в фільмах «Дорожні пригоди», «Щурячі перегони», «Адреналін», «Ефект метелика».

## Біографія
Народилася 26 березня 1976 року в маленькому містечку Топанга (Каліфорнія), дочка Джуді, працівниці музею Пола Гетті, і торговця Джона Смарта. Натхненна своєю подругою Вінессою Шоу, у шкільні роки протягом 10 років займалася балетом і з 16-ти років відвідувала заняття з акторської майстерності. Почала кар'єру моделі в 13 років. Працювала пізніше в Італії, Франції, Мексиці та Таїті.

### Приватне життя
Понад 15 років зустрічалася з актором Брендоном Вільямсом.
У 2011 році одружилася із моделлю та телеперсоною Картером Оостерхаузом, 26 грудня 2016 року за допомогою сурогатної матері народилася її дочка Флора, про що Смарт публічно розповіла у 2017 році, пояснивши, що роками марно намагалася завагітніти.
Протягом семи років була представницею благодійного фонду «За здорові бухти» (Heal the Bay), діяльність якого пов'язана з боротьбою за чистоту прибережних вод Каліфорнії.
Колишня сусідка по кімнаті й найкраща подруга Елі Лартер знімалася зі Смарт у фільмі «Студентська команда» і працювала з нею моделлю в Мілані. Смарт була серед нечисленних гостей, запрошених на весілля Лартер.
Шульга та вегетаріанка. Має сертифікат інструкторки з йоги (2011).

## Кар'єра
У 1996 Смарт отримала свою першу невелику роль в одному епізоді серіалу «Seduced by Madness: The Diane Borchardt Story», потім малу роль Квіну у фільмі «A & P» за оповіданням Джона Апдайка. У 1997 році отримала другорядну роль кадетки Ламбрейзер, другої пілотеси й подруги Кармен Ібаньєз (у виконанні Деніз Річардс). Також зіграла головну роль Крісті Шейлз, молодої жінки з Огайо, у мінісеріалі «The 70s». У 1999 році актриса грала роль подруги відомого регбіста (у виконанні Джеймса Ван Дер Біка) у фільмі «Студентська команда».
Емі Смарт знімалася в деяких молодіжних фільмах. Серед успішних проєктів — «Дорожня пригода» (2000), «Траса 60» (2002), «Ефект метелика» (2004).
У 2003 році знімалася в кількох епізодах серіалу «Клініка» в ролі Джеймі Моєр — дружини пацієнта, що довгий час перебував у комі, та з якою зав'язує стосунки головний герой серіалу.
2005 року зіграла головні ролі в трьох фільмах: комедіях «Просто друзі» і «Свідок на весіллі» та драмі «Більше за небо».
У 2006 році у світовий прокат вийшов фільм «Адреналін», у якому Смарт зіграла кохану головного героя (у виконанні Джейсона Стейтема). Сіквел фільму, «Адреналін 2: Висока напруга», вийшов у 2009 році, де Смарт також зіграла цю роль, станцювавши пол денс.
У 2010 році вийшли два фільми за участю Смарт: «Columbus Circle» в ролі Ліліан Гарт і «Dead Awake» в ролі Наталі.
2014 року Смарт з'явилася в комедії Тайлера Перрі «Клуб самотніх мам», а потім у трилері «Шибеник» (2015). У 2016 році вона з'явилася в ролі другого плану в телевізійному фільмі «Міста-побратими» (2016). З'явилася у двох епізодах серіалу МФК «Марон» (2016), зобразивши Ніну.
У 2019 році Смарт отримала роль Барбари Вітмор у супергеройському драматичному телесеріалі Всесвіту DC/The CW «Старгерл», яку вона грає з 2020 року.

## Фільмографія
| Рік       |    | Українська назва                       | Оригінальна назва                                              | Роль |
| --------- | -- | -------------------------------------- | -------------------------------------------------------------- | --- |
|           | ф  |                                        | Tyson's Run                                                    | Елоїза |
| 2021      | ф  | 13 хвилин                              | 13 Minutes                                                     | Кім |
| 2020—2021 | с  | Старґерл                               | Stargirl                                                       | Барбара Вітмор |
| 2019      | кф | Після Еми                              | After Emma                                                     | Крістін |
| 2018      | ф  | Дебошир                                | The Brawler                                                    | Лінда Вепнер |
| 2018      | ф  | Месники справедливості: Позоряні війни | Avengers of Justice: Farce Wars                                | Джин Вандер |
| 2018      | ф  | Реквієм Міссісіпі                      | Mississippi Requiem                                            | |
| 2018      | с  | Макгайвер (2016)                       | MacGyver                                                       | Діксі / Дон (2 епізоди) |
| 2017      | с  | Закон і порядок: Спеціальний корпус    | Law & Order: Special Victims Unit                              | Карла Ваят (1 епізод) |
| 2017      | ф  | Поки є час                             | The Keeping Hours                                              | Емі |
| 2017      | тф | Кохання з першого зирку                | Love at First Glance                                           | Мері Лендерс |
| 2017      | ф  |                                        | Apple of My Eye                                                | Керолайн Ендрюс |
| 2016      | ф  | Пацієнтка Сім                          | Patient Seven                                                  | Мама (розділ «Відвідувач») |
| 2016      | ф  |                                        | Sister Cities                                                  | юна Мері |
| 2016      | с  |                                        | Maron                                                          | Ніна (2 епізоди) |
| 2016      | кф |                                        | All the Way to the Ocean                                       | Мама (голос) |
| 2016      | с  | Енджі Трайбека                         | Angie Tribeca                                                  | Стейсі (1 епізод) |
| 2015      | ф  | Справи сердечні                        | Matters of the Heart                                           | |
| 2015      | ф  | Шибениця                               | Hangman                                                        | Мелісса |
| 2015      | ф  | Зої та Макс                            | Zoey to the Max                                                | Саманта Дженкінс |
| 2014      | кф | Відвідувач                             | The Visitant                                                   | Мама |
| 2014      | тф | Біжи заради життя                      | Run for Your Life                                              | Мередіт Редмонд |
| 2014      | ф  | Серед воронів                          | Among Ravens                                                   | Венді Коніфер |
| 2014      | ф  | Рейс 7500                              | Flight 7500                                                    | Пія Мартін |
| 2014      | с  | Правосуддя (2010—2015)                 | Justified                                                      | Еллісон (9 епізодів) |
| 2014      | ф  | Клуб матерів-одиначок                  | The Single Moms Club                                           | Гілларі |
| 2014      | ф  | Перехресний вогонь                     | Bad Country                                                    | Лінн Вейланд |
| 2014      | ф  | Переломний момент                      | Break Point                                                    | Гезер |
| 2013      | ф  | Жодних підказок                        | No Clue                                                        | Кіра |
| 2012      | тф | Погані дівчата                         | Bad Girls                                                      | Бренді |
| 2012      | с  | Чоловіки на роботі                     | Men at Work                                                    | Ліза (2 епізоди) |
| 2012      | ф  | Колумбус-Серкл                         | Columbus Circle                                                | Ліліан Гарт |
| 2011—2012 | с  | Безсоромні                             | Shameless                                                      | Джасмін Голландер (6 епізодів) |
| 2011      | тф | 12 різдвяних побачень                  | 12 Dates of Christmas                                          | Кейт Стентон |
| 2011      | ф  | Братство по крові                      | The Reunion                                                    | Ніна Кері |
| 2011      | ф  | Будинок висхідного сонця               | House of the Rising Sun                                        | Дженні Портер |
| 2011      | кф | Пан Сташ                               | Mr. Stache                                                     | пані Сташ |
| 2005—2011 | мс | Робоцип                                | Robot Chicken                                                  | голоси (6 епізодів): принцеси Леї Орґани, акторки Дрю Беррімор, Полуничного Тістечка, Ненсі Гендерсон, Вівіан Ворд та інших персонажів |
| 2010      | ф  | Живий мрець                            | Dead Awake                                                     | Наталі |
| 2009      | тф |                                        | See Kate Run                                                   | Кетрін Салліван |
| 2003—2009 | с  | Клініка                                | Scrubs                                                         | Джеймі Моєр (4 епізоди) |
| 2009      | ф  | Адреналін 2: Висока напруга            | Crank: High Voltage                                            | Єва |
| 2009      | ф  | Кохання і танці                        | Love N' Dancing                                                | Джессіка Донован |
| 2008      | тф |                                        | The Meant to Be's                                              | Джанін |
| 2008      | ф  | Сьомий місяць                          | Seventh Moon                                                   | Мелісса |
| 2008      | ф  | Дзеркала                               | Mirrors                                                        | Анджела Карсон |
| 2008      | ф  | Життя в польоті                        | Life in Flight                                                 | Кетрін |
| 2006—2007 | с  | Сміт                                   | Smith                                                          | Енні (7 епізодів) |
| 2006      | ф  | Адреналін                              | Crank                                                          | Єва |
| 2006      | ф  | Мирний воїн                            | Peaceful Warrior                                               | Джой |
| 2005      | ф  | Просто друзі                           | Just Friends                                                   | Джеймі Паламіно |
| 2005      | ф  | Свідок на весіллі                      | The Best Man                                                   | Сара Марі Баркер |
| 2005      | ф  | Більше за небо                         | Bigger Than the Sky                                            | Ґрейс Гарґров / Роксана |
| 2005      | кф | Історія кохання                        | A Love Story                                                   | дівчина |
| 2004      | ф  | Старскі і Гатч                         | Starsky & Hutch                                                | Голлі |
| 2004      | кф | Віллоубі                               | Willowbee                                                      | грабіжниця |
| 2004      | ф  | Ефект метелика                         | The Butterfly Effect                                           | Кейлі |
| 2004      | ф  | Побачення з зіркою                     | Win a Date with Tad Hamilton!                                  | медсестра Бетті |
| 2003      | ф  | Сліпий горизонт                        | Blind Horizon                                                  | Ліз Калпеппер |
| 2003      | ф  | Битви солдата Келлі                    | Battle of Shaker Heights                                       | Теббі |
| 2003      | ф  | Майже законно                          | National Lampoon's Barely Legal                                | Наомі |
| 2002      | ф  | Траса 60: Дорожні пригоди              | Interstate 60                                                  | Лінн Лінден |
| 2001      | ф  | Щурячі перегони                        | Rat Race                                                       | Трейсі |
| 1999—2001 | с  | Фелісіті                               | Felicity                                                       | Рубі (16 епізодів) |
| 2001      | ф  | Скотланд, Пенсільванія                 | Scotland, Pa.                                                  | хіппі Стейсі |
| 2000      | ф  | Дорожні пригоди                        | Road Trip                                                      | Бет |
| 2000      | тф | Семидесяті                             | The '70s                                                       | Крісті Шейлз |
| 1999      | тф |                                        | Brookfield                                                     | Делі Робертс (героїня серіалу) |
| 1999      | ф  | Перше кохання                          | Outside Providence                                             | Джейн Вестон |
| 1999      | ф  | Студентська команда                    | Varsity Blues                                                  | Джулі Гарбор |
| 1998      | ф  | Стрейнджленд                           | Strangeland                                                    | Анджела Стравеллі |
| 1998      | ф  | Зоряна лихоманка                       | Starstruck                                                     | Трейсі Бек |
| 1998      | ф  | Як влаштувати найжорстокіший місяць    | How to Make the Cruelest Month                                 | Дот Браянт |
| 1997      | ф  | Замкнуте коло                          | Circles                                                        | Еллісон |
| 1997      | ф  | Висока напруга                         | High Voltage                                                   | Моллі |
| 1997      | ф  | Зоряний десант                         | Starship Troopers                                              | пілот-курсант Стек Ламбрайзер |
| 1997      | ф  | Останній раз, коли я здійснив суїцид   | The Last Time I Committed Suicide                              | Джиненн |
| 1997      | ф  | Байки біля багаття                     | Campfire Tales                                                 | Дженні (розділ «Гак») |
| 1996      | кф |                                        | A & P                                                          | Квіні |
| 1996      | тф | Її шикарний роман                      | Her Costly Affair                                              | Ді |
| 1996      | с  |                                        | Seduced by Madness: The Diane Borchardt Story (TV Mini-Series) | дівчина (1 епізод) |

## Нагороди та номінації
- 2004 — Премія каналу «MTV» в категорії «Найкращий поцілунок» («Поліцейська Легенда: Старскі й Хатч»).
- У 2003 та 2000 роках Смарт номінувалася на нагородиDVDXіTeen Choiceза ролі у фільмах «Траса 60» і «Дорожні пригоди» відповідно, проте премії були присуджені іншим акторам.
- У 2002 Емі опинилася на 27-му місці в рейтингу «102 найсексуальніших жінок світу» журналу «Stuff» (Stuff), у 2006 році в такому ж рейтингу журналу «FHM» (FHM) — на 74-му місці, а в 2007 році журнал «Maxim» поставив її на 31-у позицію в рейтингу «Hot 100».